# ستيف سيدويل
ستيفن جايمس سيدويل(بالإنجليزية: Steven James Sidwell)‏ (مواليد 14 ديسمبر 1982 في لندن، إنجلترا)، لاعب كرة قدم إنجليزي سابق.
بدأ مسيرته الكروية مع نادي آرسنال في عام 1999، ولعب معهم حتى عام 2003، وفي موسم 2001/2002 أعير إلى نادي برينتفورد، ولعب معهم 30 مباراة وسجل 4 أهداف، وفي عام 2002 أعير إلى نادي بيفيرين البلجيكي، في موسم 2002/2003 أعير إلى نادي بريتون أند هوف ألبيون، ولعب معهم 12 مباراة وسجل 5 أهداف، وفي عام 2003 انتقل إلى نادي ريدينغ، ولعب معهم حتى عام 2007، وشارك معهم في 168 مباراة وسجل 29 هدف، ومنذ عام 2007 وهو يلعب مع نادي تشيلسي.

## روابط خارجية
- ستيف سيدويل على موقع قاعدة بيانات كرة القدم.إي يو (الإنجليزية)
- ستيف سيدويل على موقع Soccerbase.com (لاعب) (الإنجليزية)
- ستيف سيدويل على موقع Soccerway.com (الإنجليزية)
- ستيف سيدويل على موقع عالم كرة القدم.نت (الإنجليزية)
- ستيف سيدويل على موقع AS.com (الإسبانية)